# Tanara (plaats)
Tanara is een bestuurslaag in het regentschap Serang van de provincie Banten, Indonesië. Tanara telt 2473 inwoners (volkstelling 2010).